# Munich Challenger 1989
Il Munich Challenger 1989 è stato un torneo di tennis facente parte della categoria ATP Challenger Series nell'ambito dell'ATP Challenger Series 1989. Il torneo si è giocato a Monaco di Baviera in Germania dal 20 al 26 novembre 1989 su campi in sintetico indoor.

## Vincitori

### Singolare
Bryan Shelton ha battuto in finale  Gianluca Pozzi con il punteggio di 6–4, 7–5

### Doppio
Peter Nyborg /  Tomas Nydahl hanno battuto in finale  Jaroslav Bulant /  Gianluca Pozzi con il punteggio di 6–2, 1–6, 7–6